# Kris Twardek
Kristopher David Twardek, dit Kris Twardek, est un joueur international de soccer canadien né le 8 mars 1997 à Toronto. Il évolue au poste d'ailier.

## Biographie

### Carrière internationale
Kris Twardek commence à jouer dans les catégories de jeunes de Tchéquie, avant d'opter pour les sélections canadiennes.
Avec l'équipe du Canada des moins de 20 ans, il participe au championnat de la CONCACAF des moins de 20 ans en 2017. Lors de cette compétition, il joue deux matchs, contre le Honduras, et l'Antigua-et-Barbuda.
Le 8 octobre 2017, il joue son premier match avec le Canada, lors d'une rencontre amicale contre le Salvador (défaite 1-0).